# 2018 CB
2018 CB est un astéroïde géocroiseur de type Apollon, découvert le 4 février 2018, sa luminosité est plus forte que la moyenne des astéroïdes.
2018 CB s'est approché à 64 500 km de la Terre le 9 février 2018 à 23 h 30 UTC.

## Autres approches
2018 CB s'est approché à 97 200 km de la Terre en 1953. En 2090 il passera entre 71 100 et 119 400 km de la Terre. En 1914, il s'est approché de notre planète, mais l'incertitude est grande quant à la distance minimale. 

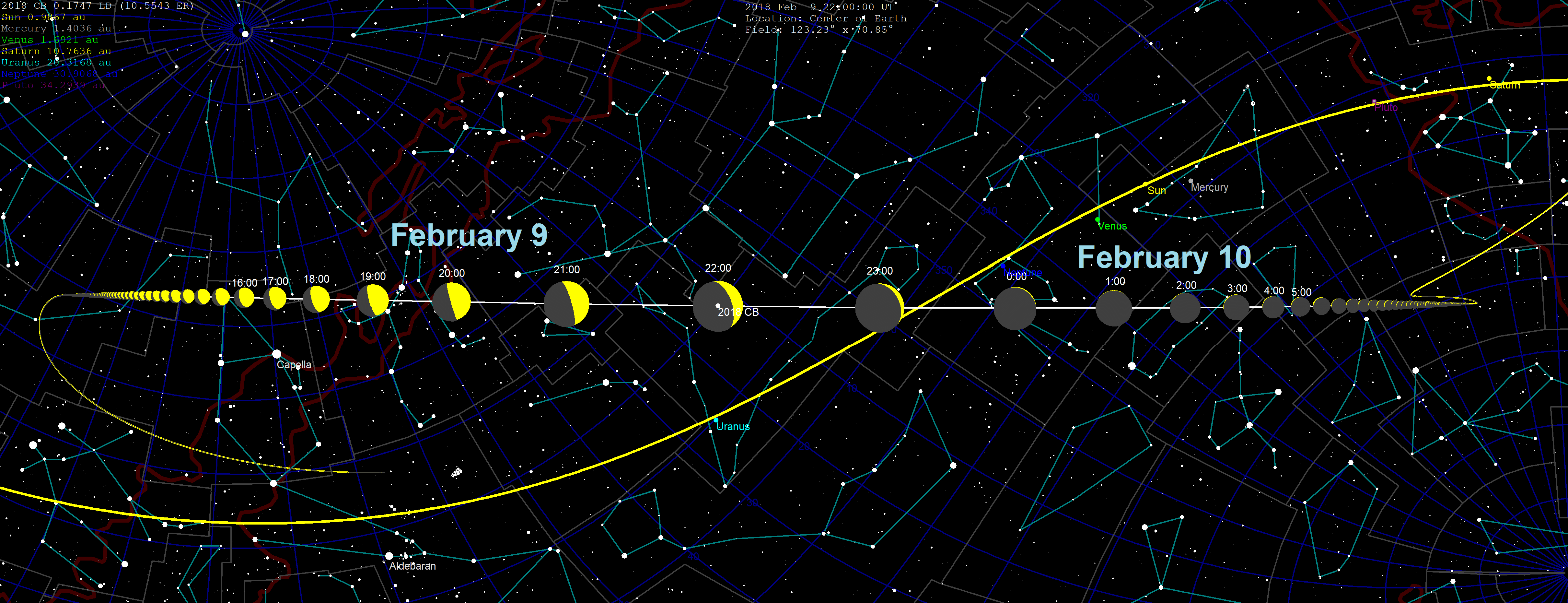
2018 CB est passé du nord au sud le 9 février 2018 (positions indiquées toutes les 30 minutes).
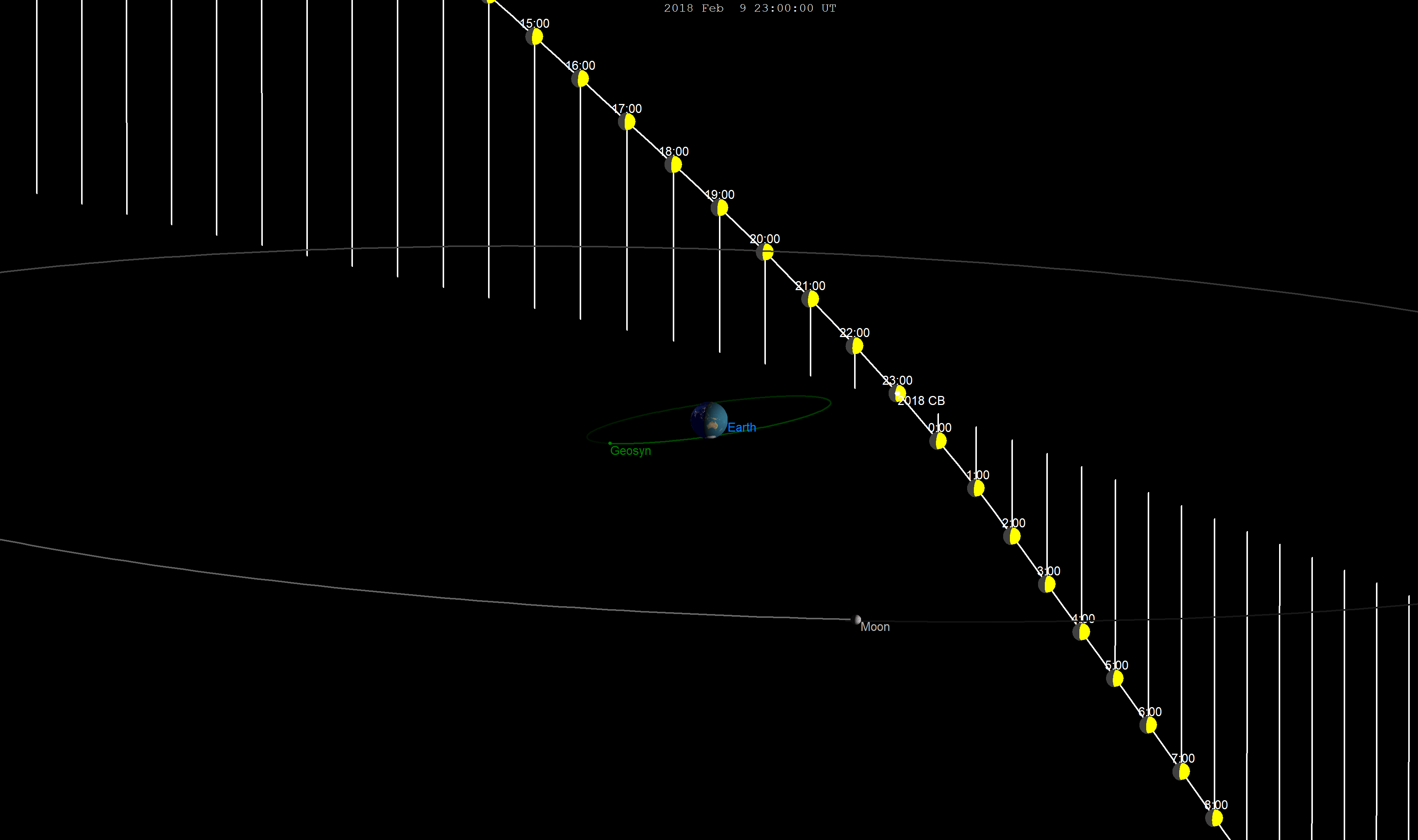
Passage légèrement au large de l'orbite géostationnaire.